# 大川周明
大川周明（1886年12月6日—1957年12月24日），出生於山形县酒田市，日本作家、军国主义者、排斥歐美的亚细亚主义者和印度教、伊斯兰教学者。二戰日本投降後，被東京軍事法庭列為甲級戰犯疑犯，後因被认定为患有精神病，予以不起訴處分。

## 生平
大川周明自熊本第五高等學校畢業後、1911年在东京帝国大学完成學業，主修吠陀文学和古印度哲学。由於他通晓德语、法语、英语、梵语、巴利语等多种语言，畢業後受參謀本部雇為翻譯。1913年夏天在東京市神田區（今東京都千代田區神田）的舊書店購買並阅读了卡登斯的著作《新印度》，书中叙述了当代政治局势，讓大川感受到受殖民人民的痛苦。读完这本书后，大川周明放弃了社會主義转而支持大亚细亚主义和印度獨立運動，與逃亡日本的印度獨立運動人士鲍斯等人來往。
1918年起，大川受雇於軍方色彩濃厚的南滿洲鐵道株式會社之下的東亞經濟調查局為調查員，後升職為編輯課長、調查課課長，終於1928年成為東亞經濟調查局的局長。1920年起擔任拓殖大学教授，颂扬殖民主义、宣扬民族主义思想。1929年東亞經濟調查局獨立為財團法人，大川便就任為理事長，逐渐与军部上层的幕僚将校接近，同樱会骨干勾结，策划三月事件和十月事件。
在東亞經濟調查局期間，他不停從事右翼的政治活動，從1919年参与创立的猶存社（主要人物為北一輝，但其與大川理念不同，故此社於1923年解散）、1924年的行地社、1932年的神武會等皆是。雖然起初東亞經濟調查局仍有自由主義的人士，但彼等於1932年後皆被調職他處。1932年因参与五一五事件被日本当局判处5年徒刑。1939年任法政大学大陆部长。同時成立東亞經濟調查局附屬研究所、任所長，並自陸軍、滿鐵與外務省獲取共計15萬日元的補助。此附屬研究所每年錄取20名自高校畢業者，施以兩年文化、語言教育後派往南洋地區，實施長期「調查研究」。

## 思想
大川主張，「大日本帝國是上天所派下來的新世界的領導者」，故對全東亞的人民都有義務，應「救治那些飽受西歐民族虐待下的人們，決不代替西歐民族奴役他們」。至於其辦法乃是窮兵黷武：他寫道，「復興亞細亞之戰士又必須是改造日本之戰士。」1943年，大川出版《建設大東亞秩序》一書，提倡大東亞共榮圈，同樣主張要改變歐美將亞洲變為殖民地、半殖民地之事實。為對抗歐美文明，大川主張亞洲其實有著一致的精神：「儘管表面上差異甚遠，但在世界觀上，意即如何看待世界與人生，如何理解並藉事物，以及與此相應如何形成生活這些方面，亞細亞顯然存在著一致性。」

## 东京审判

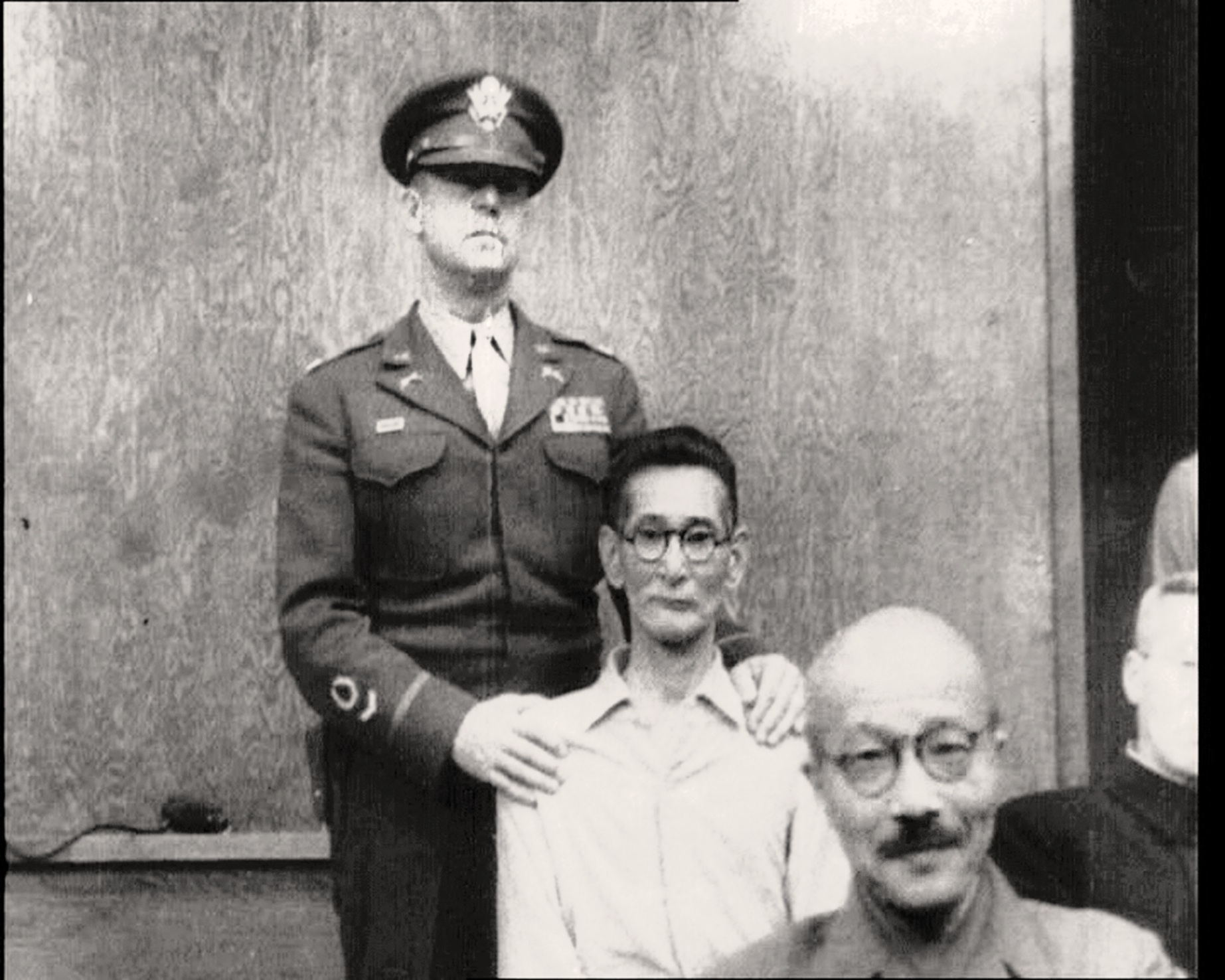
審判期间的大川周明（中），因伸手拍打東條英機（前）的光頭而被警卫按住。

第二次世界大战以后，大川成为远东国际军事法庭甲级战犯中唯一的民间人士，在接受审判期间出现了短暫神志恍惚、举止失常的情况。在法庭受审期间，他不时裸露身体、喧哗叫嚷，还以手频頻拍击坐在前排的前首相东条英机的头，并以德语高喊（“印度人！来啊！”）。大法官威廉·韦伯爵士（审判团主席）最终决定放弃对大川周明起诉，因为由法庭指定的医学专家鉴定他患有梅毒性腦炎而引起的精神疾病，故於1947年4月9日正式決定不起訴大川。

## 翻译古兰经
由于梅毒性精神病导致他的精神不稳定，大川周明从监狱转到駐日美軍医院，随后又转院到东京大学医院及东京都立松泽医院，这一期间他完整翻译了《古兰经》，成为历史上第一位完整翻译《古兰经》的日本人（據該書之自序，大川的阿拉伯文懂得不多，故其譯文乃綜合中、英、法、德四語言譯本而得）。这个荣誉的取得也最终影响到大川周明被完全释放。
根據大川在其译《古兰经》之序文，他對回教的濃厚興趣自大學時即開始。另一位《古兰经》譯者井筒俊彥（首次將古蘭經直接從阿拉伯文譯成日文之人）回憶，大川在東亞經濟調查局期間便大手筆自荷蘭購入關於伊斯蘭教教義的全集，幾乎擁有所有伊斯蘭研究的文本資料。大川於二次大戰中的1942年出版《回教概論》亦受到文學評論家竹內好的讚譽，稱之為「日本伊斯蘭研究的最高水準」。

## 晚年
大川獲釋後，在神奈川縣愛甲郡中津村（今愛川町東南部）的自宅「山十邸」度過晚年，其間他曾參與以建立「瑞穗之國」為目標的農村復興運動。
他於1957年12月24日逝世，享壽71歲。墓碑由歷史學家平泉澄揮毫，故居「山十邸」於2009年獲入選國家登錄有形文化財。

## 主要代表著作
- 『復興亞洲的若干問題』（1922年、中公文庫）
- 『日本精神研究』（1924年）
- 『特許植民会社制度研究』（1927年）
- 『国史課本』（1931年）
- 『日本二千六百年史』（1939年）
- 『日本及日本人的道』（1925、社会教育研究所）
- 『美英东亚侵略史』（1941年）"二战期间日本最畅销的读物"
- 『亚细亚建设者』（1941年）
- 『回教概論』（1942年、1991年於中公文庫刊行）
- 『古蘭經（日译）』（1950年）
- 『安楽の門』（1951年）
- 『大川周明全集』（1961年-1974年）

## 对大川周明的研究书物
- 松本健一著作的『大川周明』（岩波現代文庫）
- 大塚健洋著作的『大川周明』（中公新書）
- 『大川周明日記』(1986年)
- 『大川周明関係文書』(1998年)
- 佐藤优著作的『日美开战的真相 大川周明著『美英东亚侵略史』解析』（小学館、2006年、ISBN 4-09-389731-X）